# Vienna Open 2008 - Qualificazioni singolare
Le qualificazioni del singolare al Vienna Open 2008 sono state un torneo di tennis preliminare per accedere alla fase finale della manifestazione. I vincitori dell'ultimo turno sono entrati di diritto nel tabellone principale. In caso di ritiro di uno o più giocatori aventi diritto a questi sono subentrati i lucky loser, ossia i giocatori che hanno perso nell'ultimo turno ma che avevano una classifica più alta rispetto agli altri partecipanti che avevano comunque perso nel turno finale.
Le qualificazioni del torneo Vienna Open 2008 prevedevano 16 partecipanti di cui 4 sono entrati nel tabellone principale.

## Teste di serie
1. Alejandro Falla (primo turno)
2. Philipp Petzschner (Qualificato)
3. Jan Hernych (Qualificato)
4. Santiago Giraldo (ultimo turno)

1. Victor Crivoi (Qualificato)
2. Kristian Pless (ultimo turno)
3. Lukáš Rosol (primo turno)
4. Rik De Voest (ultimo turno)

## Qualificati
1. Pavel Šnobel
2. Philipp Petzschner

1. Jan Hernych
2. Victor Crivoi

## Tabellone

### Legenda
| - Q = Qualificato - WC = Wild card - LL = Lucky loser | - ALT = Alternate - SE = Special Exempt - PR = Protected Ranking | - w/o = Walkover - r = Ritirato - d = Squalificato |

### Sezione 1
|  | Primo turno | Primo turno     | Primo turno     | Primo turno | Primo turno |  |  | Ultimo turno    | Ultimo turno    | Ultimo turno | Ultimo turno | Ultimo turno |  |
|  |             |                 |                 |             |             |  |  |                 |                 |              |              |              |  |
|  |             | Bohdan Ulihrach | Bohdan Ulihrach | 6           | 6           |  |  |                 |                 |              |              |              |  |
|  | 1           | Alejandro Falla | Alejandro Falla | 2           | 0           |  |  | Bohdan Ulihrach | Bohdan Ulihrach | 6            | 64           | 65           |  |
|  |             | Pavel Šnobel    | Pavel Šnobel    | 6           | 6           |  |  | Pavel Šnobel    | Pavel Šnobel    | 4            | 7            | 7            |  |
|  | 7           | Lukáš Rosol     | Lukáš Rosol     | 3           | 3           |  |  |                 |                 |              |              |              |  |

### Sezione 2
|  | Primo turno | Primo turno           | Primo turno        | Primo turno | Primo turno |  |  | Ultimo turno | Ultimo turno       | Ultimo turno | Ultimo turno | Ultimo turno |  |
|  |             |                       |                    |             |             |  |  |              |                    |              |              |              |  |
|  | 2           | Philipp Petzschner    | Philipp Petzschner | 7           | 6           |  |  |              |                    |              |              |              |  |
|  |             | Philipp Oswald        | Philipp Oswald     | 65          | 1           |  |  | 2            | Philipp Petzschner | 3            | 6            | 6            |  |
|  | 6           | Kristian Pless        | 6                  | 4           | 7           |  |  | 6            | Kristian Pless     | 6            | 0            | 0            |  |
|  |             | Andreas Haider-Maurer | 3                  | 6           | 64          |  |  |              |                    |              |              |              |  |

### Sezione 3
|  | Primo turno | Primo turno     | Primo turno    | Primo turno | Primo turno |  |  | Ultimo turno | Ultimo turno | Ultimo turno | Ultimo turno | Ultimo turno |  |
|  |             |                 |                |             |             |  |  |              |              |              |              |              |  |
|  | 3           | Jan Hernych     | 3              | 6           | 6           |  |  |              |              |              |              |              |  |
|  |             | Dominik Meffert | 6              | 2           | 3           |  |  | 3            | Jan Hernych  | 6            | 4            | 6            |  |
|  | 8           | Rik De Voest    | Rik De Voest   | 6           | 6           |  |  | 8            | Rik De Voest | 2            | 6            | 2            |  |
|  |             | Nikolaus Moser  | Nikolaus Moser | 4           | 2           |  |  |              |              |              |              |              |  |

### Sezione 4
|  | Primo turno | Primo turno       | Primo turno      | Primo turno | Primo turno |  |  | Ultimo turno | Ultimo turno     | Ultimo turno | Ultimo turno | Ultimo turno |  |
|  |             |                   |                  |             |             |  |  |              |                  |              |              |              |  |
|  | 4           | Santiago Giraldo  | Santiago Giraldo | 6           | 7           |  |  |              |                  |              |              |              |  |
|  |             | Karol Beck        | Karol Beck       | 2           | 68          |  |  | 4            | Santiago Giraldo | 6            | 62           | 4            |  |
|  | 5           | Victor Crivoi     | 7                | 4           | 6           |  |  | 5            | Victor Crivoi    | 4            | 7            | 6            |  |
|  |             | Jesse Huta Galung | 5                | 6           | 4           |  |  |              |                  |              |              |              |  |